# Heteroliodon fohy
Espèce
Statut de conservation UICN

 EN B1ab(iii) : En danger
Heteroliodon fohy est une espèce de serpents de la famille des Lamprophiidae. 

## Répartition
Cette espèce est endémique du Nord de Madagascar.

## Publication originale
- Glaw, Vences & Nussbaum, 2005 : A new species of Heteroliodon (Reptilia: Squamata: Colubridae) from Montagne des Français, Far Northern Madagascar. Herpetologica, vol. 61, n. 3, p. 275-280.